# Élection sénatoriale de 2010 en Arkansas
Les élections sénatoriales américaines de 2010 ont eu lieu le 2 novembre 2010 dans l'Arkansas.

## Contexte
Blanche Lincoln s'est attiré les foudres des républicains, en soutenant le Plan de relance de l'économie et la réforme de santé du Président Obama, le Patient Protection and Affordable Care Act.
Mais elle s'était aussi attiré les foudres de la gauche, qui avait préféré soutenir, lors de la primaire démocrate, Bill Halter. Furieux en particulier de son opposition à l'Employee Free Choice Act, la plupart des syndicats (dont l'AFL-CIO, Communications Workers of America (en), l'AFSCME et les métallurgistes de l'United Steelworkers of America) avaient en effet décidé de soutenir Halter contre Lincoln, appuyés en cela par la coalition de gauche MoveOn ainsi que par Netroots (en), une coalition rassemblée autour du blog Daily Kos. L'association environnementale Sierra Club finança aussi une publicité critiquant Lincoln pour avoir soutenu les efforts visant à empêcher l'Environmental Protection Agency (EPA, « agence de protection de l'environnement » de réguler les émissions de gaz à effet de serre.

## Primaire démocrate

### Résultats

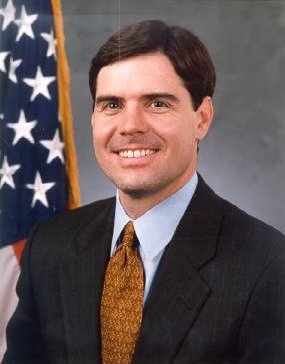
Bill Halter, Gouverneur-adjoint de l'Arkansas

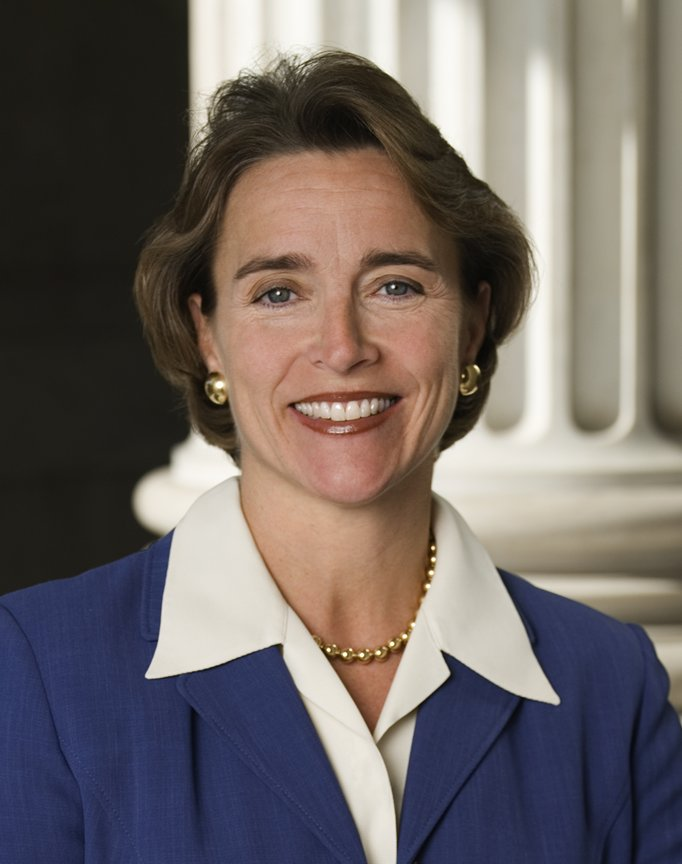
Blanche Lincoln, sénatrice sortante

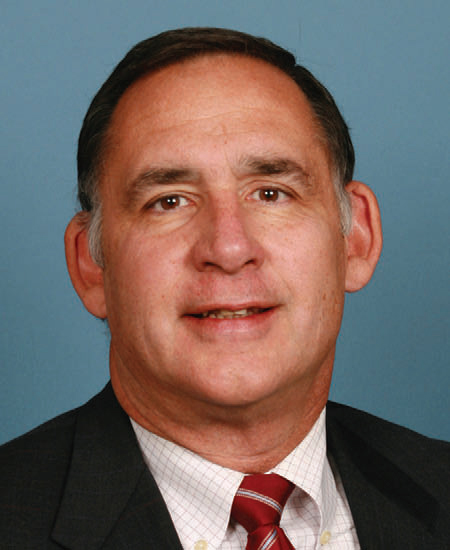
John Boozman, Représentant du 3e district de l'Arkansas

| Primaire démocrate                                   | Primaire démocrate | Primaire démocrate | Primaire démocrate | Primaire démocrate | Primaire démocrate | Primaire démocrate | Primaire démocrate |
| Partis                                               | Partis             | Candidats          | Voix               | %                  | Voix               | %                  |                    |
| ---------------------------------------------------- | ------------------ | ------------------ | ------------------ | ------------------ | ------------------ | ------------------ | ------------------ |
|                                                      | Parti démocrate    | Blanche Lincoln    | 146,431            | 44.5               | 133,974            | 52.0               |                    |
|                                                      | Parti démocrate    | Bill Halter        | 139,770            | 42.5               | 123,538            | 48.0               |                    |
|                                                      | Parti démocrate    | D.C. Morrison      | 42,689             | 13.0               |                    |                    |                    |
| Premier tour : 18 mai 2010 Second tour : 8 juin 2010 |                    |                    |                    |                    |                    |                    |                    |

## Primaire républicaine

### Résultats
|                            | Parti républicain | John Boozman    | 74,855 | 52.9 |
|                            | Parti républicain | Jim Holt        | 24,739 | 17.5 |
|                            | Parti républicain | Gilbert Baker   | 16,159 | 11.4 |
|                            | Parti républicain | Conrad Reynolds | 7,115  | 5.0  |
|                            | Parti républicain | Curtis Coleman  | 6,927  | 4.9  |
|                            | Parti républicain | Kim Hendren     | 5,543  | 3.9  |
|                            | Parti républicain | Randy Alexander | 4,387  | 3.1  |
|                            | Parti républicain | Fred Ramey      | 1,886  | 1.3  |
| Premier tour : 18 mai 2010 |                   |                 |        |      |

## Élection générale

### Résultats
| Élection générale : 2 novembre 2010 | Élection générale : 2 novembre 2010 | Élection générale : 2 novembre 2010 | Élection générale : 2 novembre 2010 | Élection générale : 2 novembre 2010 | Élection générale : 2 novembre 2010 |
| Partis                              | Partis                              | Candidats                           | Voix                                | %                                   | ±%                                  |
| ----------------------------------- | ----------------------------------- | ----------------------------------- | ----------------------------------- | ----------------------------------- | ----------------------------------- |
|                                     | Parti républicain                   | John Boozman                        | 447 562                             | 58,01                               | +13,94 %                            |
|                                     | Parti démocrate                     | Blanche Lincoln                     | 284 362                             | 36,86                               | -19,04 %                            |
|                                     | Tiers partis et indépendants        | Autres candidats                    |                                     |                                     |                                     |

#### Autres candidats
- Trevor Drown (indépendant), vétéran de l'armée[5],[6]

- John Gray (vert), maire de Greenland[7]

## Sondages
| Sondage               | Date de réalisation | Panel | Marge d'erreur | John Boozman (R) | Blanche Lincoln (D) | Autres | Indécis |
| --------------------- | ------------------- | ----- | -------------- | ---------------- | ------------------- | ------ | ------- |
| Public Policy Polling | 29-31 janvier 2010  | 810   | ± 3,4 %        | 56 %             | 33 %                | —      | 11 %    |
| Rasmussen Reports     | 1er février 2010    | 500   | ± 4,5 %        | 54 %             | 35 %                | 4 %    | 7 %     |
| Rasmussen Reports     | 1er mars 2010       | 500   | ± 4,5 %        | 48 %             | 39 %                | 6 %    | 7 %     |
| Research 2000         | 22–24 mars 2010     | 600   | ± 4,0 %        | 49 %             | 42 %                | —      | 9 %     |
| Rasmussen Reports     | 30 mars 2010        | 500   | ± 4,5 %        | 51 %             | 36 %                | 6 %    | 7 %     |
| Rasmussen Reports     | 26 avril 2010       | 500   | ± 4,5 %        | 57 %             | 30 %                | 9 %    | 5 %     |
| Research 2000         | 26–28 avril 2010    | 600   | ± 5,0 %        | 52 %             | 42 %                | —      | —       |
| Research 2000         | 10–12 mai 2010      | —     | ± 4,0 %        | 54 %             | 40 %                | —      | —       |
| Rasmussen Reports     | 19 mai 2010         | 500   | ± 4,5 %        | 66 %             | 28 %                | 2 %    | 4 %     |
| Research 2000         | 24–26 mai 2010      | 600   | ± 4,0 %        | 58 %             | 38 %                | —      | 4 %     |
| Rasmussen Reports     | 15 juin 2010        | 500   | ± 4,5 %        | 61 %             | 32 %                | 4 %    | 3 %     |
| Magellan Strategies   | 12 juillet 2010     | 879   | ± 3,3 %        | 60 %             | 29 %                | 4 %    | 6 %     |
| Talk Business         | 17 juillet 2010     | 793   | ± 3,7 %        | 57 %             | 32 %                | 5 %    | 6 %     |
| Reuters/Ipsos         | 16–18 juillet 2010  | 600   | ± 4,0 %        | 54 %             | 35 %                | 1 %    | 10 %    |
| Rasmussen Reports     | 20 juillet 2010     | 500   | ± 4,5 %        | 60 %             | 35 %                | 2 %    | 3 %     |
| Rasmussen Reports     | 18 août 2010        | 500   | ± 4,5 %        | 65 %             | 27 %                | 4 %    | 3 %     |